# Lamourouxia dispar
Lamourouxia dispar är en snyltrotsväxtart som beskrevs av W.R. Ernst. Lamourouxia dispar ingår i släktet Lamourouxia och familjen snyltrotsväxter. Inga underarter finns listade i Catalogue of Life.